# Dimetilgliossima
La dimetilgliossima o diacetildiossima (sigla: dmgH2) è la diossima del 2,3-butandione, avente formula (CH3C=N-OH)2.
A temperatura ambiente si presenta come un solido incolore e inodore, solubile in alcool, ma pochissimo solubile in acqua (~0,6 g/L). È un composto nocivo.
Trova impiego nell'analisi qualitativa e quantitativa (per via gravimetrica) del nichel (reagente di Chugaev), dato che, nella sua forma deprotonata (dmgH –),con l'acquoione Ni++ forma un complesso planare quadrato, insolubile e di color rosa fucsia, avente formula Ni(dmgH)2.
Questo complesso, il bisdimetilgliossimato di nichel(II), ha due requisiti che sono fondamentali in una determinazione gravimetrica, ovvero:
1. è un composto relativamente insolubile; ciò è dovuto essenzialmente alla struttura planare della molecola che favorisce la formazione di legami ad idrogeno tra i gruppi OH e O− facendo in modo che la molecola non esponga alcuna parte polare al solvente e ai deboli legami metallo-metallo che fanno abbassare ulteriormente la solubilità;
2. ha una stechiometria nota.